# كليمنت رولون
كليمنت رولون (بالإسبانية: Clemente Rolón)‏ هو لاعب كرة قدم باراغواياني، ولد في 23 نوفمبر 1951 في أسونسيون في باراغواي. شارك مع منتخب باراغواي لكرة القدم. أما مع النوادي، فقد لعب مع أوليمبيا أسونسيون وريال مورسيا وسيرو بورتينيو ونادي ألميريا ونادي سالامانكا.

## وصلات خارجية
- كليمنت رولون على موقع قاعدة بيانات كرة القدم.إي يو (الإنجليزية)
- كليمنت رولون على موقع ناشيونال فوتبول تيمز (الإنجليزية)